# Gammelvallstjärnen (Los socken, Hälsingland)
Gammelvallstjärnen är en sjö i Ljusdals kommun i Hälsingland och ingår i Dalälvens huvudavrinningsområde.